# Ziegfeld Follies of 1920
The Ziegfeld Follies of 1920 è un musical statunitense, che debuttò a Broadway il 22 giugno 1920 al New Amsterdam Theatre. L'ultima replica fu tenuta il 16 ottobre 1920 dopo 123 rappresentazioni.

## Il cast
Nel cast figurano Fannie Brice, W.C. Fields e le sorelle Mary e Doris Eaton. Doris fu l'ultima sopravvissuta delle Ziegfeld Girls: è morta, infatti, nel 2010 all'età di 106 anni. Prese parte allo show anche il celebre compositore Irving Berlin, morto anche lui ultracentenario.
- Eddie Cantor
- De Lyle Alda
- Fannie Brice
- Lillian Broderick
- Jack Donahue
- Ray Dooley
- Doris Eaton
- Mary Eaton
- W.C. Fields
- Bernard Granville
- Art Hickman's Orchestra
- Margaret Irving
- Moran and Mack
- Carl Randall
- Jessie Reed
- John Steele
- Van and Schenck
- Charles Winninger
- Addison Young

## Le canzoni

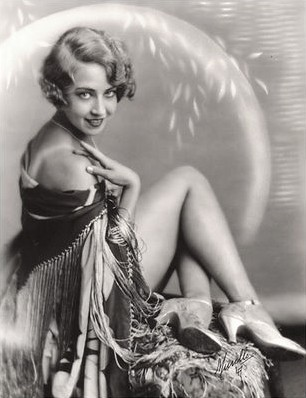
Doris Eaton (1920) L'ultima delle Ziegfeld Girls

### Atto I
- Come Along
- Creation (musica di Victor Herbert; parole di James Montgomery)
- (They're) So Hard to Keep When They're Beautiful (musica di Harry Tierney, parole di Joseph McCarthy
- Sunshine and Shadows (musica di Dave Stamper; parole di Gene Buck)
- When the Right One Comes Along (musica di Victor Herbert; parole di Gene Buck)
- I'm a Vamp from East Broadway (musica di Irving Berlin, Bert Kalmar e Harry Ruby; parole di Irving Berlin, Bert Kalmar e Harry Ruby
- Girls of My Dreams (parole e musica di Irving Berlin)
- Any Place Would Be Wonderful (musica di Dave Stamper, parole di Gene Buck)
- Mary and Doug (musica di Dave Stamper, parole di Gene Buck)
- Where Do Mosquitos Go (in the Wintertime)? (musica di Harry Tierney, parole di Joe McCarthy)
- Bells

### Atto II
- Green River (musica di Eddie Cantor; parole di Gus Van e Joe Schenck)
- All She'd Say Was Um Hum (musica di Joe Schenck, Gus Van, Mac Emery e King Zany; parole di Joe Schenck, Gus Van, Mac Emery e King Zany)
- Everybody Tells It to Sweeney (And Sweeney Tells It To Me) (musica di George Fairman; parole di Sidney D Mitchell)
- My Home Town is a One Horse Town (But It's Big Enough for Me) (musica di Abner Silver; parole di Alex Gerber)
- The Leg of Nations
- The Ziegfeld Sextette (Come Along Sextette)
- Poor Florodora Girl
- Chinese Fantasy: Chinese Firecrackers
- Tells Me, Little Gypsy (parole e musica di Irving Berlin)
- The Love Boat (musica di Victor Herbert; parole di Gene Buck)
- Every Blossom I See Reminds Me of You (parole e musica di Eddie Cantor)
- I Found a Baby on My Door Step (parole e musica di Eddie Cantor)
- O-H-I-O (musica di Abe Olman; parole di Jack Yellen)
- Noah's Wife Lived a Wonderful Life
- The Syncopated Vamp